# Magnus III. (Norwegen)

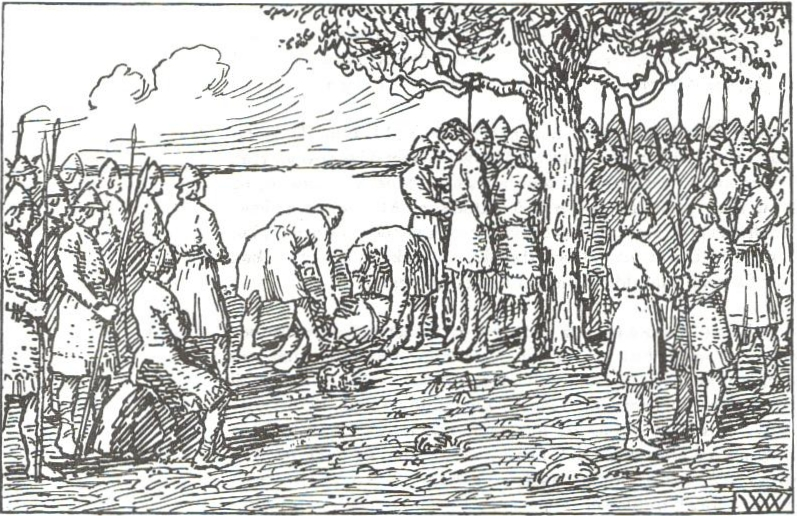
Magnus lässt den aufständischen Jarl Egil hängen, Darstellung von Wilhelm Wetlesen (Heimskringla, 1899)

Magnus Barfuß (altnordisch Magnús Óláfsson berfœttr; norwegisch Magnus Berrføtt; englisch Magnus Barefoot oder Barelegs; * um 1073; † 24. August 1103) war Sohn des Königs Olav Kyrre und als Magnus III. König von Norwegen.
Getreu dem Schema der Sagaverfasser der Heimskringla, dass auf einen kriegerischen König ein friedlicher, auf einen friedlichen König ein kriegerischer folge, wird Magnus als besonders kriegerisch herausgestellt. Gleichwohl dürfte diese Darstellung auf ihn zutreffen. Es gibt keine sichere Erklärung für den Beinamen. Snorri gibt die Erklärung, er habe nach einem Feldzug nach Schottland die schottische Mode übernommen und sei mit nackten Beinen und mit Kilt gegangen. Diese Erklärung ist aber falsch, da der Kilt erst etwa 100 Jahre nach seinem Tod in Schottland zu finden ist. Wahrscheinlich ist die Übernahme des damals üblichen irischen Waffenrocks, der nicht tiefer als bis zum Knie reichte, während die norwegischen Waffenröcke in der Regel bis zu den Knöcheln reichten. Zu Lebzeiten hatte er den Beinamen Sryrjaldar-Magnus, was „Kriegs-Magnus“ bedeutet.
Magnus wurde 1093 König. 1101 heiratete er Margarethe Fredkulla, die Tochter seines früheren Feindes Inge Stenkilsson, des Königs von Schweden, und seiner Frau Helena (Mö) Blotsven. Dies geschah anlässlich eines Dreikönigstreffens zwischen König Magnus von Norwegen, König Inge von Schweden und König Erik von Dänemark in Kungälv, bei dem ein Friedensvertrag geschlossen wurde.
Magnus hatte vor seiner Heirat auf Gotland Krieg gegen den schwedischen König geführt. Nachdem er seine Macht als König gefestigt hatte, versuchte er ab etwa 1098, seine Macht auf die skandinavischen Siedlungsgebiete auf den atlantischen Inseln auszudehnen. 1098 führte er einen Feldzug zu den Hebriden und in die Irische See. Warum er diesen Feldzug führte, ist ungeklärt. Möglicherweise wollte er einfach den norwegischen Einfluss stärken oder wieder herstellen, vielleicht wollte er aber nach dem Vorbild seines Großvaters Harald Hardradi oder seines Onkels Magnus, der 1058 einen Überfall auf England führte, die norwegischen Interessen auf den Britischen Inseln behaupten. Der Feldzug von 1098 wird in isländischen Sagas wie der Morkinskinna aus dem 1220er Jahren beschrieben. Nach den Sagas zog die norwegische Flotte über die Shetlands nach Orkney. Dabei plünderten die Norweger sämtliche Inseln. Auf Orkney nahm Magnus die Jarle Páll und Erlend Thorfinnsson gefangen und sandte sie nach Norwegen. Zum neuen Jarl ernannte er seinen achtjährigen Sohn Sigurd. Hákon Pállsson und Magnús Erlendsson, die Söhne von Páll und Erlend, mussten Magnus auf seinem weiteren Feldzug begleiten. Er zog plündernd durch die Inseln der Hebriden bis zur Isle of Man. Auf oder nahe der Isle of Skye konnten die Norweger König Lagman von Man gefangen nehmen. Auch Lagman musste Magnus eine Zeit lang begleiten, ehe er wieder freigelassen wurde. Mit König Edgar von Schottland soll er einen Vertrag geschlossen haben, nachdem die Schotten die Oberhoheit über das Königreich der Inseln, über die westschottischen Inseln, anerkannte. Magnus plünderte auch die Insel Anglesey vor der nordwalisischen Küste, wo er angeblich selbst den normannischen Magnaten Hugh of Montgomery, 2. Earl of Shrewsbury durch einen Pfeilschuss tötete. Schließlich kehrte er nach Norwegen zurück.
1102 unternahm Magnus einen weiteren Raubzug in die Irische See. Dort wurde die Isle of Man sein wichtigster Stützpunkt. Er übernahm einen weiteren Raubzug nach Anglesey, ehe er Angriffe nach Irland führte. Bei einem Überfall im August 1103 wurde sein Heer bei Downpatrick von einem überlegenen irischen Heer überrascht, Magnus fiel im Kampf. Nach der Manx Chronicle soll er nahe der Kirche St Patrick in Down begraben worden sein.
Snorri berichtet von ihm einen Ausspruch, den er für bezeichnend hält. Als ihn seine Männer tadelten, weil er sich auf seinen Kriegszügen unvorsichtig verhalte, soll er geantwortet haben: „Das Königtum soll man zur Ehre haben und nicht für ein langes Leben.“
Magnus hinterließ vier Kinder: Die Söhne Sigurd Barfot (Jorsalfari), Olof Barfot, Øystein Barfot, deren Mütter nicht bekannt sind. Außerdem hatte er von einer Thora die Tochter Ragnhild Barfot Magnusdotter.
In Downpatrick feiert man von 26.–29. Mai das „Magnus Barelegs Viking Festival“.